# Dobré Pole
Pour les articles homonymes, voir Dobré (homonymie).
Dobré Pole (en allemand : Guttenfeld) est une commune du district de Břeclav, dans la région de Moravie-du-Sud, en République tchèque. Sa population s'élevait à 464 habitants en 2020.

## Géographie
Dobré Pole se trouve près de la frontière avec l'Autriche, à 27 km à l'ouest-nord-ouest de Břeclav, à 42 km au sud de Brno et à 206 km au sud-est de Prague.
La commune est limitée par Brod nad Dyjí au nord, par Dolní Dunajovice et Březí à l'est, par l'Autriche au sud, et par Nový Přerov et Novosedly à l'ouest.

## Histoire
La première mention écrite de la localité date de 1350.